# Teodoro Mayer
Teodoro Mayer (Trieste, 17 febbraio 1860 – Roma, 7 dicembre 1942) è stato un giornalista, politico e banchiere italiano, fondatore del quotidiano Il Piccolo di Trieste e primo dirigente dell'Istituto Mobiliare Italiano dal 1931 al 1936.

## Biografia
Nato Biniamin David Vita, figlio di Ladislao e Zenobia Ascoli, nacque in una famiglia ebraica di commercianti (ungherese da parte di padre, senigalliese da parte di madre). All'inizio degli anni 1870, tuttavia, le loro imprese subirono un tracollo finanziario e Teodoro, abbandonati gli studi, cominciò a cercare un lavoro.
Sin dall'inizio si rivolse all'editoria, campo che proprio in quegli anni, grazie a una popolazione sempre più alfabetizzata, offriva delle interessanti prospettive economiche. Nel 1876, ad appena sedici anni, acquisì la proprietà del Corriere dei francobolli di cui fu direttore sino al 1879. Successivamente si dedicò all'Inevitabile, un foglio pubblicitario gratuito, finché il 29 dicembre 1881 fondò Il Piccolo, che sarebbe diventato il principale quotidiano di Trieste. In principio la pubblicazione si mantiene su posizioni neutrali, ma con l'ingresso di nuovi soci diviene progressivamente filoitaliano.
Negli anni 1890 Mayer entrerà a far parte del partito liberalnazionale e verrà eletto consigliere comunale a Trieste due volte, tra 1906 e il 1909 e dal 1913 fino allo scioglimento del comune in seguito allo scoppio della prima guerra mondiale. Coerentemente con le sue posizioni liberali e di laicismo, nel 1902 richiede la cancellazione dalla comunità ebraica di Trieste.
Diventato azionista della Agenzia Stefani si avvicina a posizioni più irredentiste e con lui il Piccolo. La sede del giornale, visto ormai come un simbolo dei filoitaliani, all'entrata in guerra dell'Italia nel maggio del 1915, viene devastata e data alle fiamme e il giornale cessa la pubblicazione.
Il giornale riapre a guerra finita, nel 1919, dopo che viene costituita allo scopo una società per azioni composta per il 50% da Mayer e per la restante parte del capitale sociale da piccoli azionisti e dalla Banca Commerciale Triestina. La direzione del giornale viene affidata a Rino Alessi che, di comune accordo con il detentore della maggioranza del pacchetto azionario, lo gestisce fino al luglio del 1943, quando la direzione viene temporaneamente assegnata al critico Silvio Benco.
Massone, Teodoro Mayer fu membro del Grande Oriente d'Italia, del quale fu gran tesoriere e membro della giunta esecutiva dell'Ordine fino al 1924, quando decise di lasciare la massoneria; il 30 marzo 1895 fondò la loggia di Trieste "Alpi Giulie" e il 25 ottobre 1895 fu Maestro nella loggia "La Pace" di Padova. Tra il 1908 e il 1917 fu grande ispettore del Rito scozzese antico ed accettato.
Nel settembre del 1920 fu nominato senatore su sollecitazione del ministro della Guerra Ivanoe Bonomi, collaboratore del Piccolo. Prenderà la tessera del Partito Nazionale Fascista nel 1929.
A Roma, dove s'incontra settimanalmente con Mussolini, cresce la sua influenza fino a portarlo alla presidenza dell'Istituto Mobiliare Italiano (IMI) nel 1931.
Con l'emanazione delle leggi razziali il Mayer fu riconosciuto "ebreo discriminato per benemerenze eccezionali" ma dovette lasciare ogni incarico pubblico. Dietro esplicita richiesta del Duce e con l'appoggio dei ministri Galeazzo Ciano e Dino Alfieri, fu costretto a vendere Il Piccolo - ad un prezzo stracciato rispetto all'effettivo valore di mercato - a Rino Alessi, direttore del quotidiano voluto da lui stesso sin dal 1919. Da questo momento Il Piccolo, già espressione del ceto dirigente triestino, assunse delle posizioni sempre più allineate al fascismo.